# Heinrich Rottensweiler

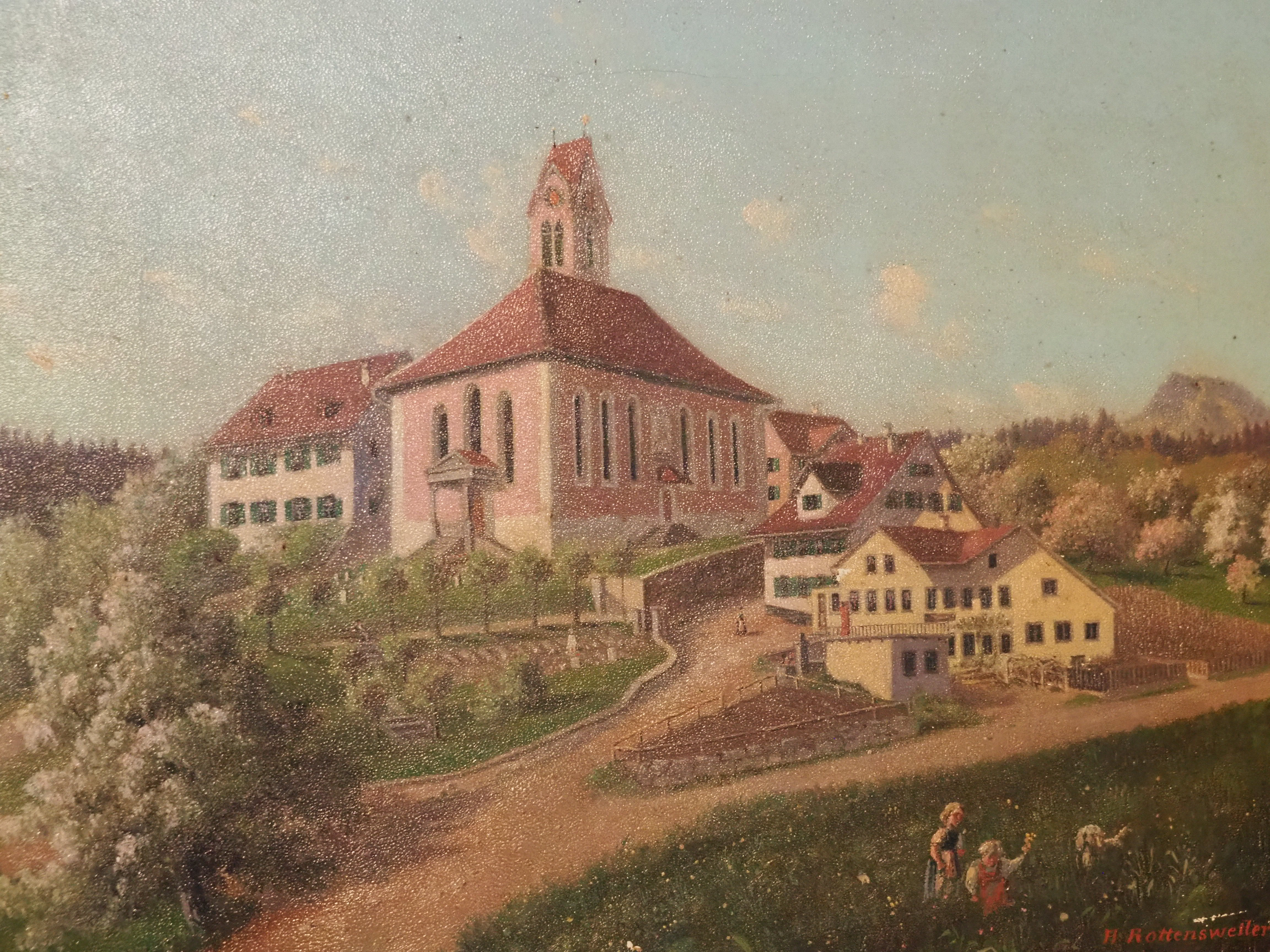
Heinrich Rottensweiler: Kirche und Pfarrhaus Hinwil, Ölgemälde, 1876

Heinrich Rottensweiler, auch Rottenschweiler, (* 1834 in Langnau im Emmental; † 1893 in Zollikon) war ein Schweizer Landschafts- und Portraitmaler und Lehrer.

## Leben und Werk
Heinrich Rottenswiler wuchs im Emmental auf. 1862 wirkte er als Lehrer in Bossikon in der Zürcher Oberländer Gemeinde Hinwil und ab 1863 im Dorf Hinwil selbst. Diese Stelle versah er bis zu seinem Tod 1893. Er war nebenbei als Gestalter von Umzügen, etwa für das Bezirksgesangsfest 1885, und als Dirigent tätig.
Daneben trat er vor allem als Maler, Zeichner und Aquarellist in Erscheinung. Er bereiste verschiedene Regionen der Schweiz auf der Suche nach Motiven. Einzelne Werke, so sein Gemälde des Ausblicks vom Hofberg bei Wil wurden druckgrafisch vervielfältigt.

## Werke (Auswahl)
- Bildnis des Goldschmieds Johann Friedrich Neukomm, 1859, Museum Schloss Burgdorf[2]
- Flüelen am Urnersee, um 1880, Privatbesitz
- Blick vom Hofberg bei Wil gegen die Alpen, 1883
- Kirche und Pfarrhaus Hinwil, 1876, Ortsmuseum Hinwil
- Alpenlandschaft mit Wasserfällen, Ortsmuseum Hinwil
- Kostümskizzen für das Bezirksgesangsfest Hinwil 1885, Ortsmuseum Hinwil
- Vier Landschaftsbilder, Pfarrhaus Hinwil